# Baignes-Sainte-Radegonde
Baignes-Sainte-Radegonde je naselje in občina v zahodnem francoskem departmaju Charente regije Poitou-Charentes. Leta 2008 je naselje imelo 1.287 prebivalcev.

## Geografija
Kraj se nahaja v pokrajini Angoumois 39 km južno od Cognaca.

## Uprava
Baignes-Sainte-Radegonde je sedež istoimenskega kantona, v katerega so poleg njegove vključene še občine Bors, Chantillac, Condéon, Lamérac, Reignac, Le Tâtre in Touvérac s 4.164 prebivalci.
Kanton Baignes-Sainte-Radegonde je sestavni del okrožja Cognac.

## Zgodovina
Sedanja občina je nastala leta 1865 z združitvijo do tedaj samostojnih občin Baignes in Sainte-Radegonde.

## Zanimivosti
- benediktinska opatija sv. Štefana iz 11. stoletja, francoski zgodovinski spomenik,
- romansko-gotska cerkev sv. Radegunde iz 11. do 13. stoletja,
- ruševine gradu  château de Montausier iz 16. stoletja.